# Verizon Tennis Challenge 1996
Il Verizon Tennis Challenge 1996 è stato un torneo di tennis giocato sulla terra verde. 
È stata l'11ª edizione del Verizon Tennis Challenge che fa parte della categoria World Series nell'ambito dell'ATP Tour 1996.
Si è giocato ad Atlanta dal 29 aprile al 5 maggio 1996.

## Campioni

### Singolare
Karim Alami ha battuto in finale  Nicklas Kulti con il punteggio di 6–3, 6–4

### Doppio
Christo van Rensburg /  David Wheaton hanno battuto in finale  Bill Behrens /  Matt Lucena con il punteggio di 7–6, 6–2